# Lista de couraçados dreadnought do Reino Unido

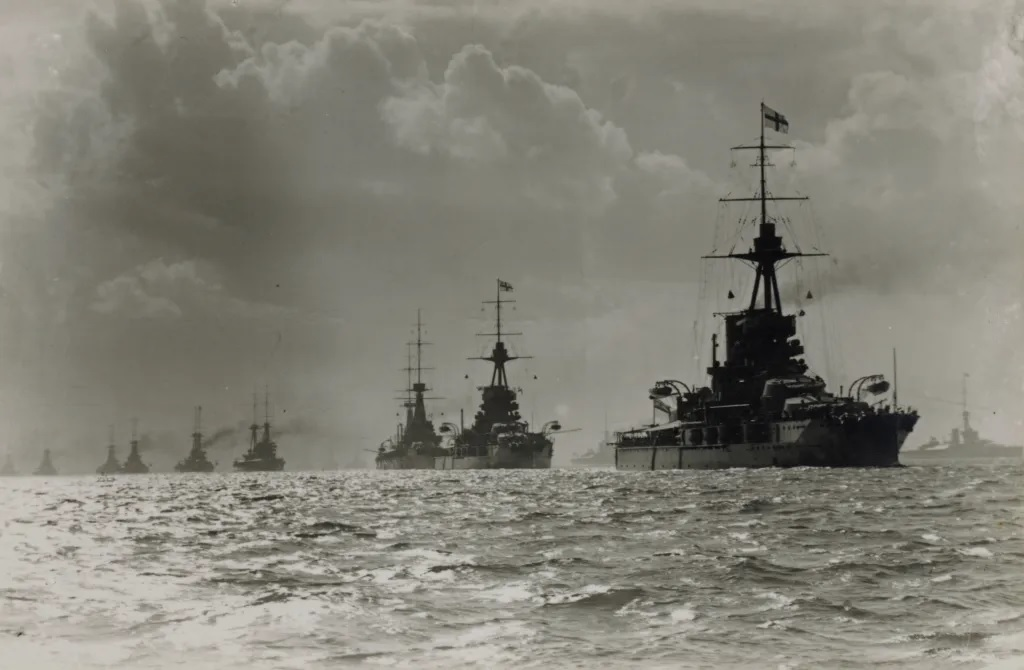
Couraçados da Grande Frota na Primeira Guerra Mundial, com o liderando a formação

A Marinha Real Britânica construiu uma série de couraçados dreadnought entre as décadas de 1900 e 1940. O primeiro foi o HMS Dreadnought, um navio que revolucionou a construção naval mundial e deu seu nome para a classificação. Ele foi sucedido pela Classe Bellerophon, Classe St Vincent, o HMS Neptune e a Classe Colossus, todas baseadas no projeto do Dreadnought, mas que foram incorporando no decorrer do tempo pequenos melhoramentos. Em seguida veio a Classe Orion, um projeto novo que incorporou canhões mais poderosos em um novo arranjo da bateria principal, que também serviu de base para as sucessoras Classe King George V e Classe Iron Duke. Veio então a Classe Queen Elizabeth, ainda mais poderosa e a primeira de couraçados rápidos do mundo. Seu projeto serviu de base para a sucessora Classe Revenge. Além disso, com o início da Primeira Guerra Mundial, a Marinha Real tomou o HMS Agincourt, HMS Erin e HMS Canada, dois couraçados otomanos e um chileno que estavam em construção em estaleiros britânicos.
O Reino Unido assinou o Tratado Naval de Washington em 1922, que impôs uma limitação de 36 mil toneladas de deslocamento padrão e armas principais de até 406 milímetros a novos projetos de couraçados. Isto levou ao cancelamento da planejada Classe N3. O tratado também estipulava uma proibição na construção de novos navios por dez anos, porém os britânicos receberam permissão de construir duas novas embarcações, que tornaram-se a Classe Nelson. O Tratado Naval de Londres ampliou a moratória de construção até 1937, enquanto o Segundo Tratado Naval de Londres de 1936 reduziu o tamanho dos canhões em até 356 milímetros. A Classe King George V foi construída sob essas limitações. O sistema do Tratado Naval de Washington ruiu pouco depois, permitindo embarcações maiores e com armas mais poderosas. A Marinha Real assim desenvolveu e iniciou as obras na Classe Lion, porém ela foi cancelada após o início da Segunda Guerra Mundial. Em vez disso os britânicos conceberam o HMS Vanguard, cujo projeto permitiria que ele fosse construído mais rápido, porém ele só ficou pronto depois do fim da guerra.
Os dreadnoughts britânicos participaram tanto da Primeira quanto da Segunda Guerra Mundial. Os navios passaram a maior parte do tempo na Primeira Guerra Mundial realizando treinamentos de rotina, patrulhas e surtidas para tentar enfrentar a Frota de Alto-Mar alemã, que de forma geral evitou confrontos com a numericamente superior Grande Frota. As duas forças mesmo assim se enfrentaram em 1916 na Batalha da Jutlândia, que teve a participação de quase todos os couraçados britânicos em serviço na época. Após a guerra a enorme maioria da frota foi descomissionada e desmontada pelos termos no Tratado Naval de Washington. Na Segunda Guerra Mundial, as embarcações envolveram-se em diversas ações nas campanhas do Atlântico, Mediterrâneo e Pacífico, atuando principalmente na escolta de comboios mercantes, mas também participaram de batalhas como a de Mers-el-Kébir, Estreito da Dinamarca, Malásia, Cabo Matapão, Cabo do Norte e Normandia. Ao todo, o Reino Unido perdeu dois dreadnoughts na Primeira Guerra e três na Segunda Guerra. Os restantes foram sendo descomissionados até o final da década de 1940 e desmontados, com Vanguard sendo o único a servir até a década de 1950.
| Armas principais | Número e tamanho dos canhões da bateria principal         |
| Deslocamento     | Deslocamento do navio totalmente carregado                |
| Propulsão        | Número e tipo do sistema de propulsão e velocidade máxima |
| Batimento        | Data em que o batimento de quilha ocorreu                 |
| Lançamento       | Data em que o navio foi lançado ao mar                    |
| Comissionamento  | Data em que o navio foi comissionado em serviço           |
| Destino          | Fim que o navio teve                                      |

## HMSDreadnought

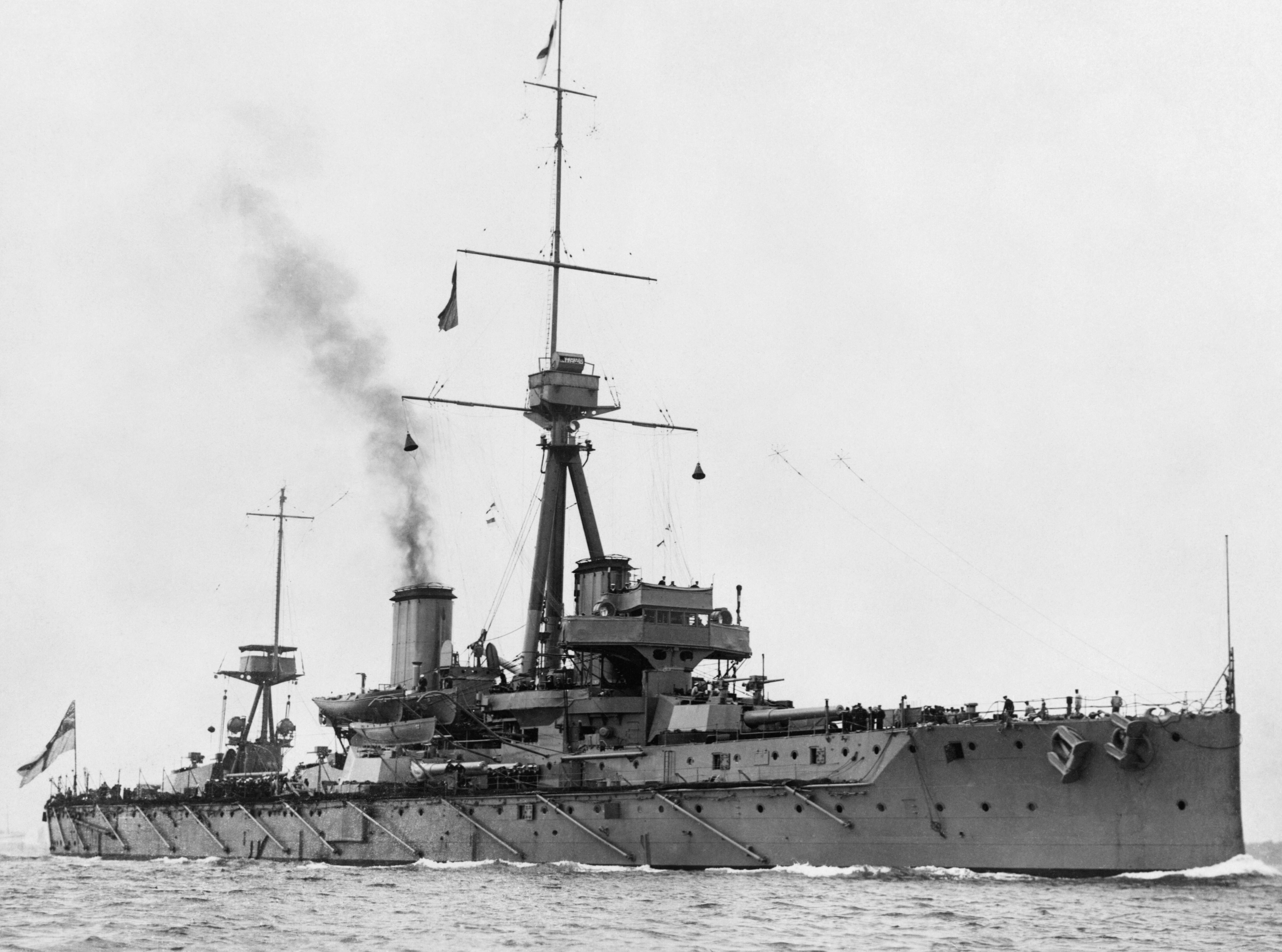
O HMS Dreadnought em 1907

O HMS Dreadnought foi o primeiro couraçado dreadnought do mundo, uma classificação para qual deu seu nome. Seu conceito surgiu com o engenheiro italiano Vittorio Cuniberti e com o almirante sir John Fisher, o Primeiro Lorde do Mar, além dos resultados da Guerra Russo-Japonesa. Estudos para o que se tornaria o navio foram iniciados por Fisher em 1904. O projeto incorporou uma bateria principal uniforme, eliminando uma bateria secundária similarmente poderosa vista em couraçados anteriores. A embarcação também foi a primeira de seu tipo a ser impulsionada por turbinas a vapor, fazendo do Dreadnought o couraçado mais rápido do mundo na época em que foi finalizado. Sua construção iniciou uma corrida armamentista naval mundial em busca de navios semelhantes.
O Dreadnought atuou como a capitânia da Frota Doméstica durante seus primeiros anos até 1911. Depois disso serviu sem incidentes na 1ª e 4ª Esquadras de Batalha. O navio lutou na Primeira Guerra Mundial, porém sua única ação de destaque foi abalroar e afundar o submarino alemão SM U-29 em março de 1915. O Dreadnought é o único couraçado da história a afundar um submarino. A embarcação não participou da Batalha da Jutlândia em maio-junho de 1916 porque estava passando por manutenção. Pelo restante do conflito realizou patrulhas de rotina, sendo descomissionado em fevereiro de 1919 e desmontado em 1923.
| Navio           | Armas principais | Deslocamento | Propulsão                            | Serviço         | Serviço           | Serviço          | Serviço            |
| Navio           | Armas principais | Deslocamento | Propulsão                            | Batimento       | Lançamento        | Comissionamento  | Destino            |
| --------------- | ---------------- | ------------ | ------------------------------------ | --------------- | ----------------- | ---------------- | ------------------ |
| HMS Dreadnought | 10 × 305 mm      | 21 060 t     | 2 turbinas a vapor; 21 nós (39 km/h) | outubro de 1905 | fevereiro de 1906 | dezembro de 1906 | Desmontado em 1923 |

## ClasseBellerophon

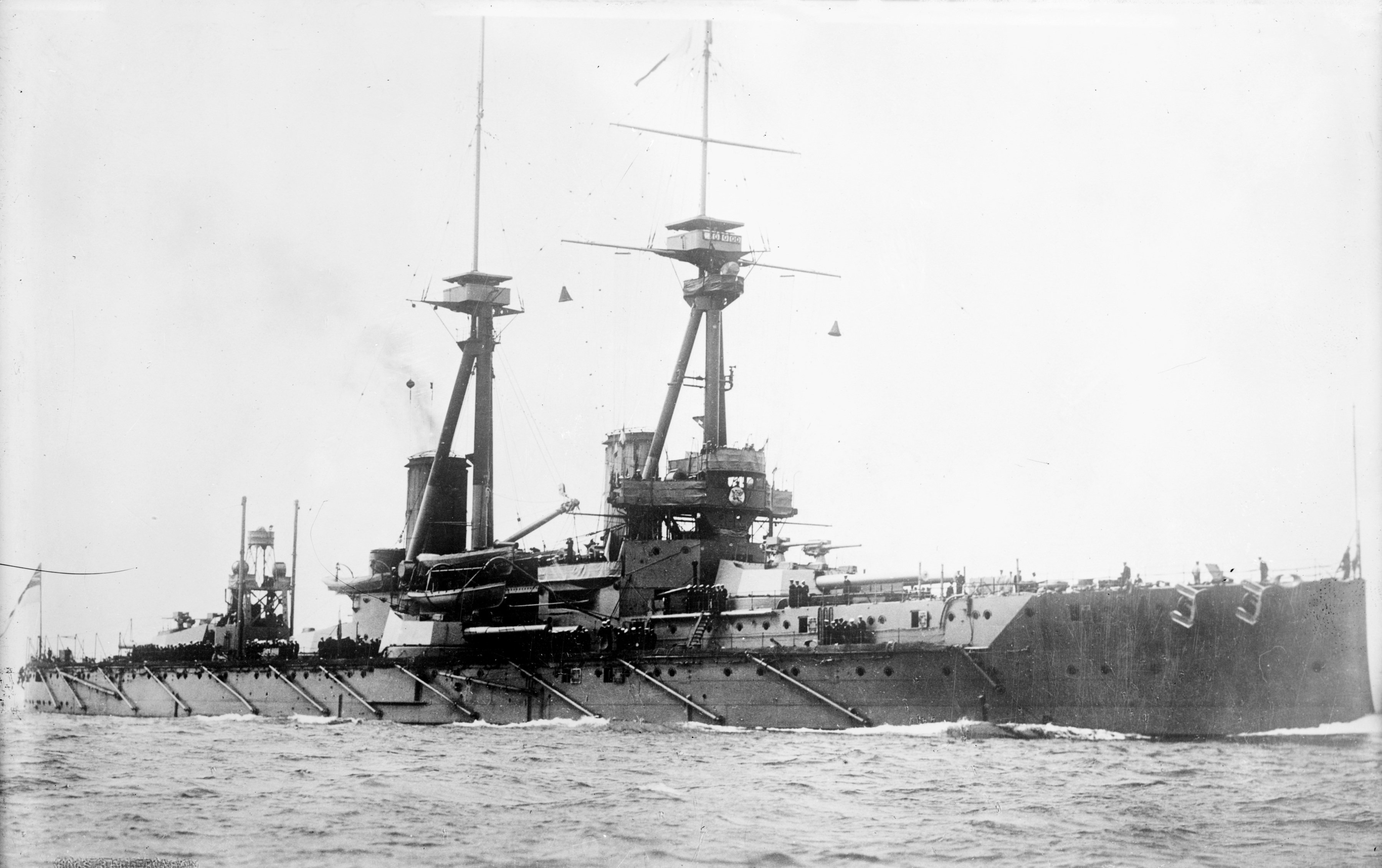
O HMS Bellerophon c. 1909

O projeto da Classe Bellerophon foi muito inspirado em seu predecessor HMS Dreadnought, porém maior e com alguns melhoramentos, incluindo melhor proteção subaquática e um armamento secundário mais poderoso composto por canhões de 102 milímetros. As linhas do casco também foram refinadas para que os couraçados mantivessem a mesma velocidade de 21 nós do Dreadnought, apesar da Classe Bellerophon ter um deslocamento maior com exatamente o mesmo maquinário. O plano original do Almirantado Britânico era construir quatro navios, porém o Parlamento do Reino Unido cortou o orçamento para uma das embarcações.
Os navios serviram em várias formações da Frota Doméstica durante os tempos de paz, ocasionalmente participando de revistas oficiais. Foram colados na Grande Frota após o início da Primeira Guerra Mundial em 1914, passando os primeiros anosrealizando treinamentos no Mar do Norte e surtidas para tentar interceptar a Frota de Alto-Mar alemã. Participaram da Batalha da Jutlândia em maio-junho de 1916, disparando contra o cruzador rápido SMS Wiesbaden e o cruzador de batalha SMS Derfflinger, acertando-os algumas vezes. Depois disso realizaram mais surtidas infrutíferas à procura dos alemães. O Superb e o Temeraire brevemente serviram no Mar Mediterrâneo a partir de outubro de 1918. Os três foram usados como navios-escola após a guerra até serem desmontados em 1922 e 1923.
| Navio           | Armas principais | Deslocamento | Propulsão                            | Serviço           | Serviço          | Serviço           | Serviço             |
| Navio           | Armas principais | Deslocamento | Propulsão                            | Batimento         | Lançamento       | Comissionamento   | Destino             |
| --------------- | ---------------- | ------------ | ------------------------------------ | ----------------- | ---------------- | ----------------- | ------------------- |
| HMS Bellerophon | 10 × 305 mm      | 22 900 t     | 2 turbinas a vapor; 21 nós (39 km/h) | dezembro de 1906  | julho de 1907    | fevereiro de 1909 | Desmontados em 1922 |
| HMS Temeraire   | 10 × 305 mm      | 22 900 t     | 2 turbinas a vapor; 21 nós (39 km/h) | janeiro de 1907   | agosto de 1907   | maio de 1909      | Desmontados em 1922 |
| HMS Superb      | 10 × 305 mm      | 22 900 t     | 2 turbinas a vapor; 21 nós (39 km/h) | fevereiro de 1907 | novembro de 1907 | maio de 1909      | Desmontado em 1923  |

## ClasseSt Vincent

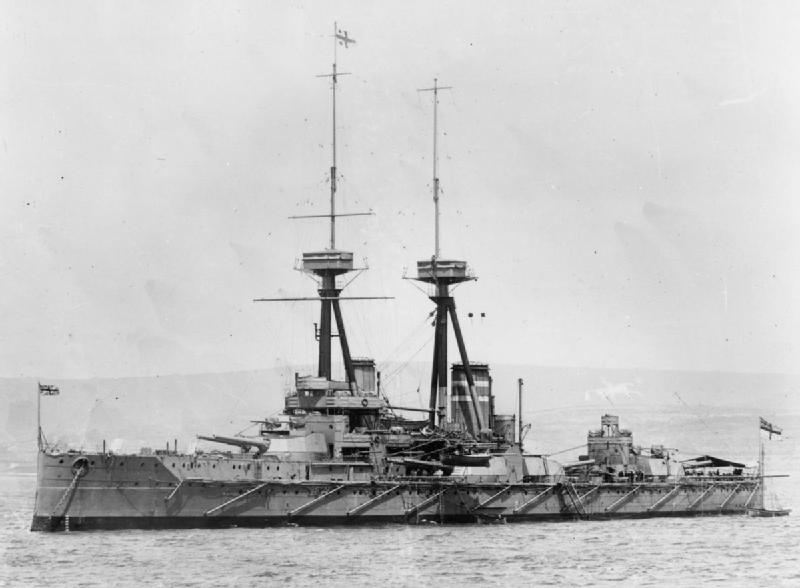
O HMS St Vincent em 1911

O projeto da Classe St Vincent foi muito baseado na predecessora Classe Bellerophon, mas com armamento principal mais poderoso e um ligeiro aumento de tamanho e blindagem. Quatro navios foram planejados, porém um foi cortado e outro adiado em um ano pelo parlamento. Todavia, como a Alemanha não concordou com um controle armamentista naval na Convenção de Haia de 1907, o governo reinstituiu o navio cortado. O couraçado adiado para o ano seguinte teve seu projeto modificado e tornou-se o HMS Neptune.
Os couraçados tiveram carreiras tranquilas nos tempos de paz, participando em 1911 de uma revista em homenagem à coroação do rei Jorge V. Foram colocados na Grande Frota após o início da Primeira Guerra Mundial e passaram os primeiros dois anos realizando treinamentos no Mar do Norte e surtidas frustradas para enfrentar a Frota de Alto-Mar alemã. Os três participaram da Batalha da Jutlândia em maio-junho de 1916, enfrentando os cruzadores de batalha Derfflinger e SMS Moltke. Após a batalha eles tomaram parte em mais ações para tentar enfrentar os alemães. O Vanguard afundou em julho de 1917 depois de sofrer uma explosão interna dentro de um de seus depósitos de munição e seus destroços foram depois parcialmente desmontados. O St Vincent e o Collingwood foram usados como navios-escola após o fim da guerra até serem descomissionados e desmontados em 1921 e 1922.
| Navio           | Armas principais | Deslocamento | Propulsão                            | Serviço           | Serviço           | Serviço         | Serviço            |
| Navio           | Armas principais | Deslocamento | Propulsão                            | Batimento         | Lançamento        | Comissionamento | Destino            |
| --------------- | ---------------- | ------------ | ------------------------------------ | ----------------- | ----------------- | --------------- | ------------------ |
| HMS St Vincent  | 10 × 305 mm      | 23 200 t     | 2 turbinas a vapor; 21 nós (39 km/h) | dezembro de 1907  | setembro de 1908  | maio de 1910    | Desmontado em 1921 |
| HMS Collingwood | 10 × 305 mm      | 23 200 t     | 2 turbinas a vapor; 21 nós (39 km/h) | fevereiro de 1908 | novembro de 1908  | abril de 1910   | Desmontado em 1922 |
| HMS Vanguard    | 10 × 305 mm      | 23 200 t     | 2 turbinas a vapor; 21 nós (39 km/h) | abril de 1908     | fevereiro de 1909 | março de 1910   | Afundado em 1917   |

## HMSNeptune

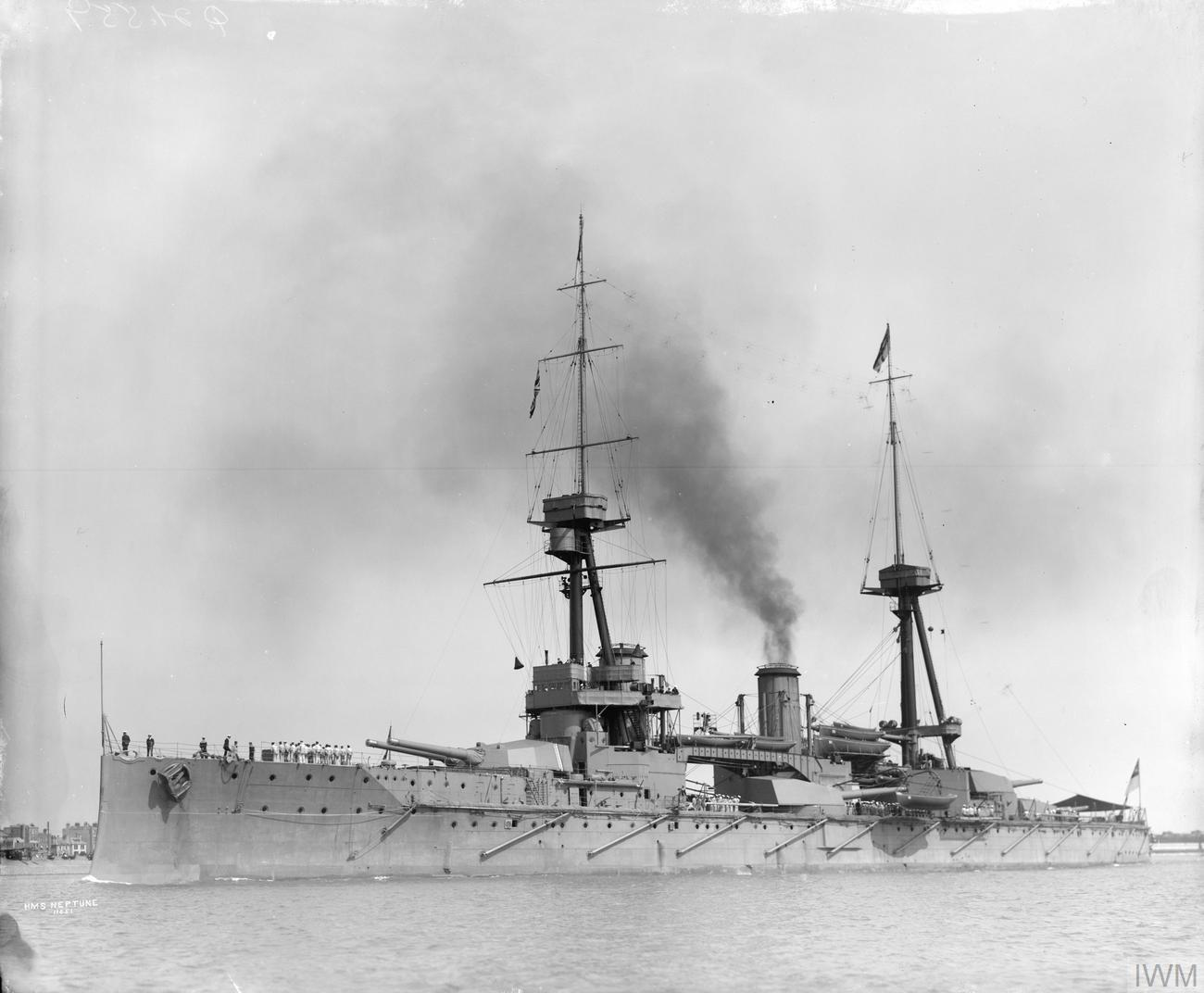
O HMS Neptune em 1911

O projeto do HMS Neptune foi baseado na predecessora Classe St Vincent, porém com diversos melhoramentos e modificações. As torres de artilharia laterais vistas nos couraçados anteriores foram rearranjadas em uma esquema en echelon, para que assim todas as cinco pudessem disparar para as laterais, com as duas de ré sendo arranjadas com uma sobreposta a outra pela primeira vez em um navio britânico. Outras modificações incluíram uma blindagem adicional, modificação da localização da ponte de comando e instalação dos botes em cima de vigas sobre as torres centrais em um esforço para reduzir o comprimento da embarcação.
O Neptune passou sua carreira em tempos de paz servindo em diferentes formações da Frota Doméstica, sendo a capitânia da 1ª Esquadra de Batalha durante seu primeiro ano e a capitânia da Frota Doméstica até 1914. Ele serviu na Grande Frota durante a Primeira Guerra Mundial, passando os primeiros dois anos sem entrar em combate, apenas realizando exercícios de rotina e patrulhas em buscas de navios alemães no Mar do Norte. Na Batalha da Jutlândia, a embarcação disparou contra o Derfflinger e contra contratorpedeiros inimigos. Depois disso voltou para sua rotina de exercícios e patrulhas, nunca mais entrando em combate outra vez. Foi colocado na reserva em 1919, após o fim da guerra, e descomissionado dois anos depois. Foi desmontado em 1922.
| Navio       | Armas principais | Deslocamento | Propulsão                            | Serviço         | Serviço          | Serviço         | Serviço            |
| Navio       | Armas principais | Deslocamento | Propulsão                            | Batimento       | Lançamento       | Comissionamento | Destino            |
| ----------- | ---------------- | ------------ | ------------------------------------ | --------------- | ---------------- | --------------- | ------------------ |
| HMS Neptune | 10 × 305 mm      | 23 495 t     | 2 turbinas a vapor; 21 nós (39 km/h) | janeiro de 1909 | setembro de 1909 | janeiro de 1911 | Desmontado em 1922 |

## ClasseColossus

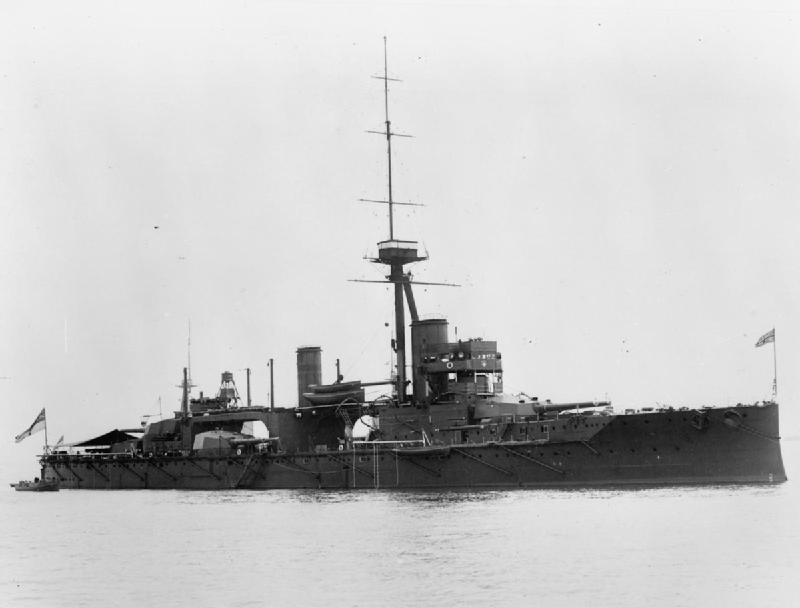
O HMS Colossus em 1911

O projeto da Classe Colossus foi quase uma repetição do predecessor HMS Neptune, com apenas algumas mudanças, incluindo redistribuição de blindagem de locais não expostos a disparos inimigos para aqueles mais vulneráveis e instalação de tubos de torpedo de 533 milímetros, além do aumento do número de torpedos sobressalentes para recarga. Houve também uma longa discussão sobre a remoção do mastro principal e substituí-lo por uma torre blindada, porém isto foi barrado pelo Diretor de Artilharia Naval.
O Colossus e o Hercules tiveram carreiras sem grandes incidentes em tempos de paz, participando em julho de 1912 de uma revista naval para o Parlamento do Reino Unido. Com o início da Primeira Guerra Mundial foram colocados na Grande Frota, porém pouco fizeram, passando a maior parte de seu tempo realizando treinamentos e em surtidas fracassadas para tentar encontrar a Frota de Alto-Mar, que procurou evitar confrontos por estar em inferioridade numérica. Os dois participaram da Batalha da Jutlândia em 1916, disparando contra o Wiesbaden, Derfflinger e SMS Seydlitz, com este último acertando o Colossus duas vezes. Depois disso continuaram com suas atividades usuais da guerra, nunca mais entrando em combate. Foram colocados na reserva após a guerra em 1919, com o Hercules sendo desmontado em 1922. O Colossus foi usado como navio-escola até ser desmontado em 1928.
| Navio        | Armas principais | Deslocamento | Propulsão                            | Serviço       | Serviço       | Serviço         | Serviço            |
| Navio        | Armas principais | Deslocamento | Propulsão                            | Batimento     | Lançamento    | Comissionamento | Destino            |
| ------------ | ---------------- | ------------ | ------------------------------------ | ------------- | ------------- | --------------- | ------------------ |
| HMS Colossus | 10 × 305 mm      | 23 640 t     | 2 turbinas a vapor; 21 nós (39 km/h) | julho de 1909 | abril de 1910 | agosto de 1911  | Desmontado em 1928 |
| HMS Hercules | 10 × 305 mm      | 23 640 t     | 2 turbinas a vapor; 21 nós (39 km/h) | julho de 1909 | maio de 1910  | julho de 1911   | Desmontado em 1922 |

## ClasseOrion

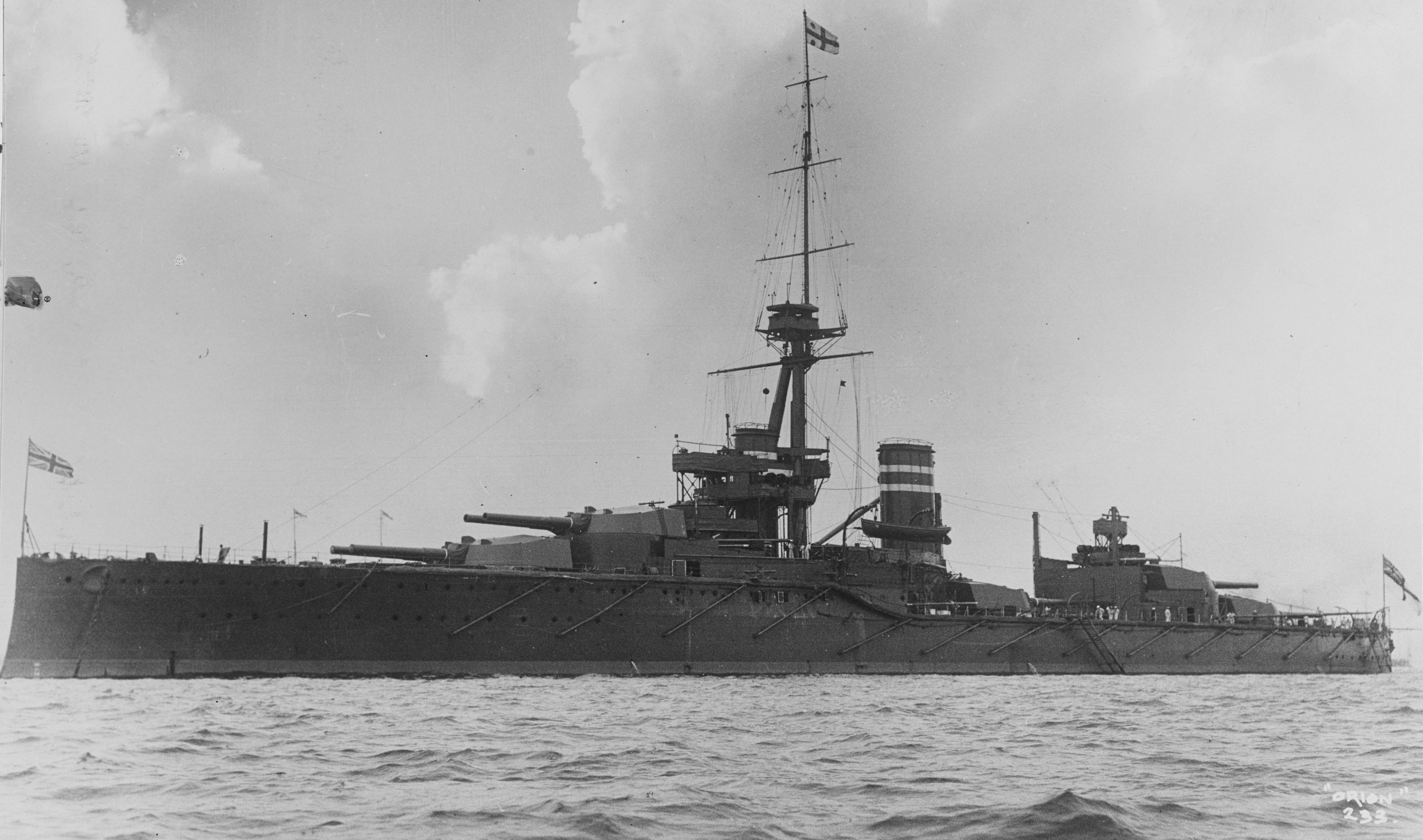
O HMS Orion c. 1913

O projeto da Classe Orion foi desenvolvido quase que do zero para que pudesse acomodar os maiores canhões de 343 milímetros e blindagem adicional, tendo sido os primeiros dreadnoughts britânicos cujo projeto não era uma versão aprimorada do Dreadnought. Suas torres de artilharia foram posicionadas na linha central, com uma sobreposta a outra na proa e na popa. Este arranjo tinha sido usado pela primeira vez na Classe South Carolina da Marinha dos Estados Unidos, porém a Marinha Real Britânica relutou em adotar esse esquema por temer que as ondas de choque dos disparos fossem interferir com as observações dos artilheiros das torres inferiores.
Em tempos de paz as embarcações ocuparam-se de treinamentos de rotina e ocasiões de estado, como revistas oficiais. Como início em 1914 da Primeira Guerra Mundial integraram a Grande Frota, porém pouco atuaram pela relutância da Frota de Alto-Mar alemã em dar batalha e assim passaram a maior parte do tempo em treinamentos e patrulhas. Na Batalha da Jutlândia em 1916, os quatro estiveram presentes e enfrentaram o Wiesbaden, o cruzador de batalha SMS Lützow e os couraçados SMS König e SMS Markgraf. Nunca mais entraram em combate depois disso, retornando para sua rotina original até o fim do conflito em 1918. Foram tirados de serviço em seguida, mas o Monarch e o Thunderer foram recomissionados brevemente em 1920 para transportarem tropas até o Mar Mediterrâneo. O Orion e o Thunderer foram então usados como navios-escola. O Orion e o Conqueror foram desmontados em 1923, enquanto o Thunderer em 1927. Já o Monarch foi afundado como alvo de tiro em 1925 em testes de armamentos.
| Navio         | Armas principais | Deslocamento | Propulsão                            | Serviço          | Serviço           | Serviço          | Serviço            |
| Navio         | Armas principais | Deslocamento | Propulsão                            | Batimento        | Lançamento        | Comissionamento  | Destino            |
| ------------- | ---------------- | ------------ | ------------------------------------ | ---------------- | ----------------- | ---------------- | ------------------ |
| HMS Orion     | 10 × 343 mm      | 26 000 t     | 2 turbinas a vapor; 21 nós (39 km/h) | novembro de 1909 | agosto de 1910    | janeiro de 1912  | Desmontado em 1923 |
| HMS Monarch   | 10 × 343 mm      | 26 000 t     | 2 turbinas a vapor; 21 nós (39 km/h) | abril de 1910    | março de 1911     | abril de 1912    | Afundado em 1925   |
| HMS Conqueror | 10 × 343 mm      | 26 000 t     | 2 turbinas a vapor; 21 nós (39 km/h) | abril de 1910    | maio de 1911      | dezembro de 1912 | Desmontado em 1923 |
| HMS Thunderer | 10 × 343 mm      | 26 000 t     | 2 turbinas a vapor; 21 nós (39 km/h) | abril de 1910    | fevereiro de 1911 | junho de 1912    | Desmontado em 1927 |

## ClasseKing George V(1911)

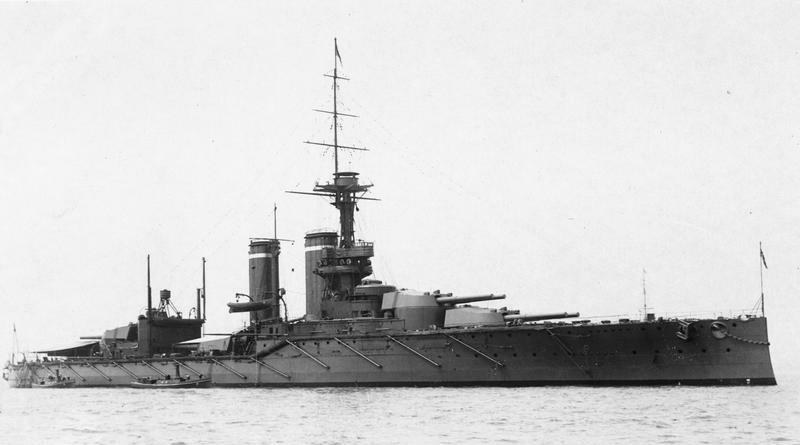
O HMS King George V c. 1912

O projeto da Classe King George V era essencialmente uma versão maior da predecessora Classe Orion, porém com uma blindagem adicional, um arranjo revisado do armamento secundário e equipamentos de controle de disparo melhorados. Além disso, a localização do mastro principal foi alterada durante a construção, passando a ficar entre a superestrutura e a primeira chaminé, evitando assim que a fumaça e os gases despejados pela chaminé interferissem com a plataforma de observação no alto do mastro.
Em tempos de paz, os navios atuaram em ocasiões cerimoniais tanto em casa quanto no exterior. Em novembro de 1914, pouco depois do início da Primeira Guerra Mundial, o Audacious bateu em uma mina naval alemã e afundou. Os restantes passaram os anos seguintes realizando treinamentos no Mar do Norte e surtidas frustradas atrás da Frota de Alto-Mar. Eles participaram da Batalha da Jutlândia em 1916, porém pouco conseguiram fazer por interferência dos cruzadores rápidos e dificuldades em avistar os inimigos. Até o fim do conflito atuaram em patrulhas e em mais surtidas infrutíferas atrás dos alemães, nunca mais voltando a entrar em combate. Os três foram colocados na reserva depois da guerra, porém brevemente atuaram no Mar Negro na intervenção dos Aliados na Guerra Civil Russa. O King George V e o Ajax foram desmontados em 1927, já o Centurion foi desarmado e convertido em um alvo de tiro controlado por rádio. Ele recebeu armamentos leves na Segunda Guerra Mundial e foi deliberadamente afundado em junho de 1944 na Praia de Omaha na França a fim de formar um quebra-mar para proteger os portos Mulberry.
| Navio             | Armas principais | Deslocamento | Propulsão                            | Serviço           | Serviço          | Serviço          | Serviço            |
| Navio             | Armas principais | Deslocamento | Propulsão                            | Batimento         | Lançamento       | Comissionamento  | Destino            |
| ----------------- | ---------------- | ------------ | ------------------------------------ | ----------------- | ---------------- | ---------------- | ------------------ |
| HMS King George V | 10 × 343 mm      | 27 560 t     | 2 turbinas a vapor; 21 nós (39 km/h) | janeiro de 1911   | outubro de 1911  | novembro de 1912 | Desmontado em 1927 |
| HMS Centurion     | 10 × 343 mm      | 27 560 t     | 2 turbinas a vapor; 21 nós (39 km/h) | janeiro de 1911   | novembro de 1911 | maio de 1913     | Afundado em 1944   |
| HMS Ajax          | 10 × 343 mm      | 27 560 t     | 2 turbinas a vapor; 21 nós (39 km/h) | fevereiro de 1911 | março de 1912    | março de 1913    | Desmontado em 1927 |
| HMS Audacious     | 10 × 343 mm      | 27 560 t     | 2 turbinas a vapor; 21 nós (39 km/h) | março de 1911     | setembro de 1912 | outubro de 1913  | Afundado em 1914   |

## ClasseIron Duke

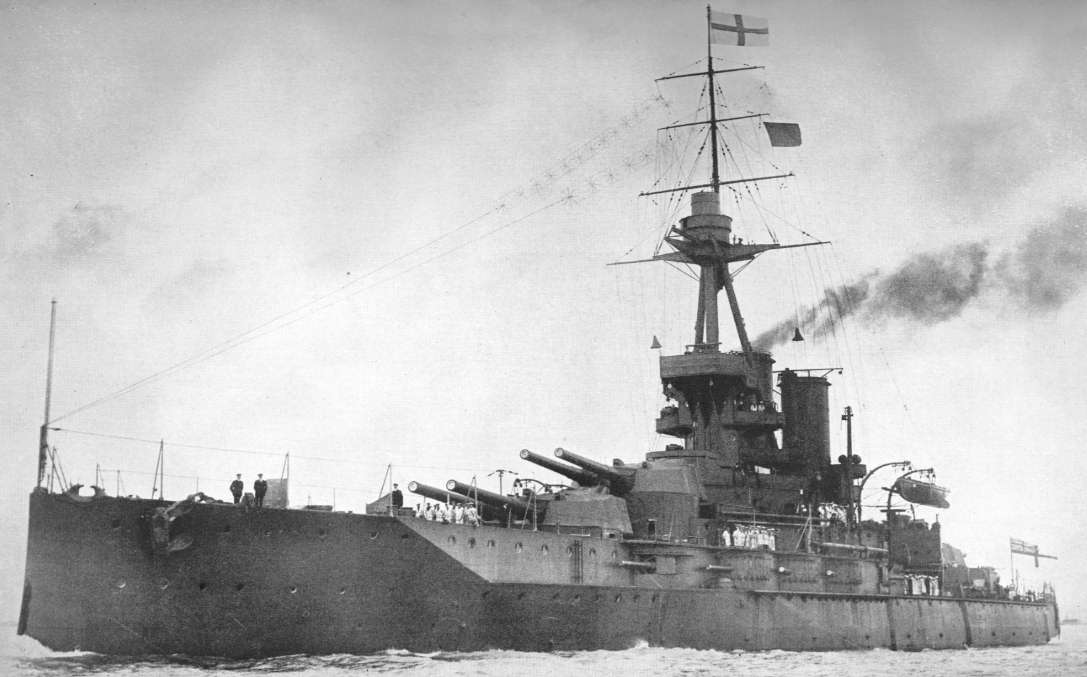
O HMS Iron Duke c. 1914

O projeto da Classe Iron Duke era praticamente o mesmo que o da predecessora Classe King George V, possuindo apenas mudanças incrementais. A principal alteração foi a instalação de uma bateria secundária mais poderosa, composta por canhões de 152 milímetros no lugar das armas de 102 milímetros de embarcações anteriores, que foram consideradas muito fracas e com um alcance muito curto para enfrentaram de forma efetiva os mais recentes barcos torpedeiros, que eram armados com torpedos mais poderosos.
Os quatro navios atuaram durante a Primeira Guerra Mundial, com o Iron Duke servindo de capitânia da Grande Frota. Pouco atuaram pelos primeiros anos de conflito devido a relutância da Frota de Alto-Mar alemã entrar em batalha, assim passaram a maior partede seu tempo realizando treinamentos, patrulhas e surtidas infrutíferas à procura de embarcações inimigas. Todos menos o Emperor of India participaram da Batalha da Jutlândia em meados de 1916, enfrentando o Wiesbaden, o König e barcos torpedeiros. Não mais entraram em combate depois disso e continuaram a realizar surtidas e patrulhas pelo Mar do Norte até o fim da guerra. Os quatro foram transferidos para a Frota do Mediterrâneo em 1919, atuando no Mar Negro durante a intervenção dos Aliados na Guerra Civil Russa. Eles voltaram para casa na década de 1920 e tiveram carreiras tranquilas pelos anos seguintes. Os couraçados foram desarmados de acordo com os termos do Tratado Naval de Londres de 1930, com o Marlborough, Benbow e Emperor of India sendo desmontados em 1931 e 1932. O Iron Duke foi transformado em um navio-escola. Ele foi convertido em uma plataforma antiaérea flutuante em Scapa Flow na Segunda Guerra Mundial, exercendo essa função até o final do conflito. Foi finalmente desmontado em 1949.
| Navio                | Armas principais | Deslocamento | Propulsão                            | Serviço         | Serviço          | Serviço          | Serviço            |
| Navio                | Armas principais | Deslocamento | Propulsão                            | Batimento       | Lançamento       | Comissionamento  | Destino            |
| -------------------- | ---------------- | ------------ | ------------------------------------ | --------------- | ---------------- | ---------------- | ------------------ |
| HMS Iron Duke        | 10 × 343 mm      | 29 500 t     | 4 turbinas a vapor; 21 nós (39 km/h) | janeiro de 1912 | outubro de 1912  | março de 1914    | Desmontado em 1949 |
| HMS Marlborough      | 10 × 343 mm      | 29 500 t     | 4 turbinas a vapor; 21 nós (39 km/h) | janeiro de 1912 | outubro de 1912  | junho de 1914    | Desmontado em 1932 |
| HMS Benbow           | 10 × 343 mm      | 29 500 t     | 4 turbinas a vapor; 21 nós (39 km/h) | maio de 1912    | novembro de 1913 | outubro de 1914  | Desmontado em 1931 |
| HMS Emperor of India | 10 × 343 mm      | 29 500 t     | 4 turbinas a vapor; 21 nós (39 km/h) | maio de 1912    | novembro de 1913 | novembro de 1914 | Desmontado em 1932 |

## HMSAgincourt

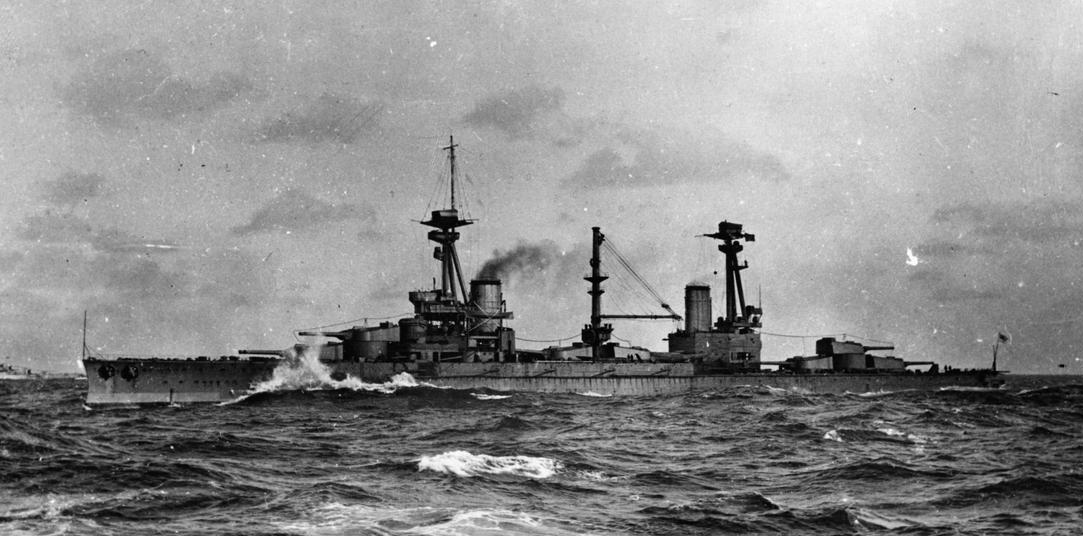
O HMS Agincourt em 1915

O HMS Agincourt foi originalmente encomendado de um estaleiro britânico pela Marinha do Brasil como o Rio de Janeiro, porém ele foi vendido ainda incompleto em 1913 para a Marinha Otomana, que o renomeou para Sultan Osman-ı Evvel. Foi finalizado em agosto de 1914, porém a Marinha Real impediu que os otomanos assumissem o controle do navio pela iminência da entrada britânica na Primeira Guerra Mundial, tomando-o para uso próprio e o renomeando para Agincourt. A tomada do Sultan Osman-ı Evvel e do Reşadiye contribuiu para a entrada do Império Otomano na guerra do lado dos Impérios Centrais. O Agincourt foi armado com catorze canhões principais em sete torres de artilharia, o maior número de armas e torres instaladas em um couraçado na história.
O Agincourt integrou a Grande Frota e, como o resto dos couraçados britânicos, pouco fez pelos primeiros dois anos de conflito, com suas principais atividades sendo patrulhas e surtidas. Esteve presente na Batalha da Jutlândia em 1916, disparando contra couraçados alemães da Classe Kaiser. Depois disso nunca mais entrou em combate novamente e passou os anos seguintes até o fim da guerra realizando patrulhas. Foi colocado na reserva em 1919 e os britânicos tentaram vendê-lo de volta para o Brasil, sem sucesso, assim foi descomissionado em 1921 e desmontado no ano seguinte.
| Navio         | Armas principais | Deslocamento | Propulsão                            | Serviço          | Serviço         | Serviço         | Serviço            |
| Navio         | Armas principais | Deslocamento | Propulsão                            | Batimento        | Lançamento      | Comissionamento | Destino            |
| ------------- | ---------------- | ------------ | ------------------------------------ | ---------------- | --------------- | --------------- | ------------------ |
| HMS Agincourt | 14 × 305 mm      | 31 360 t     | 4 turbinas a vapor; 22 nós (41 km/h) | setembro de 1911 | janeiro de 1913 | agosto de 1914  | Desmontado em 1922 |

## HMSErin

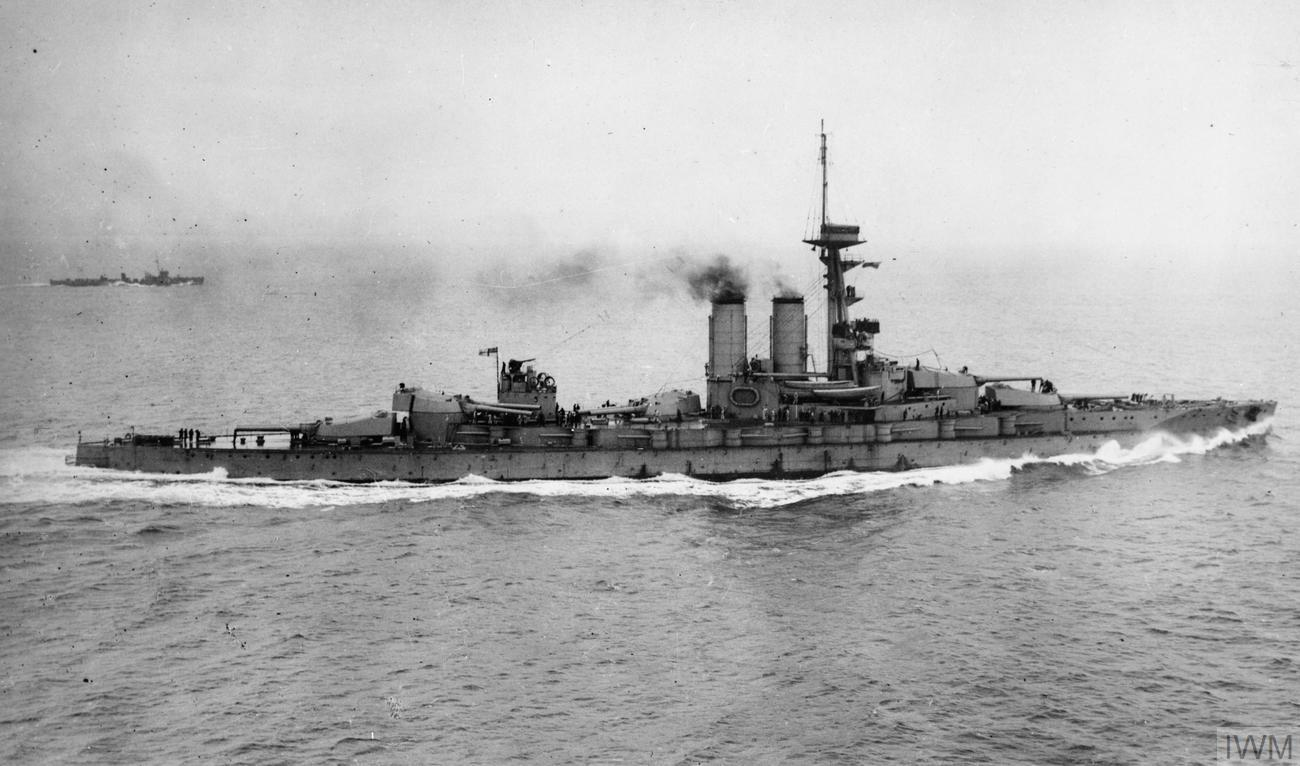
O HMS Erin em 1915

O HMS Erin foi originalmente encomendado de um estaleiro britânico pela Marinha Otomana como o Reşadiye, a primeira embarcação da Classe Reşadiye. Seu projeto foi baseado na Classe King George V, porém com o armamento secundário de 152 milímetros da Classe Iron Duke. Assim como no caso do Sultan Osman-ı Evvel, a Marinha Real impediu que os otomanos assumissem o controle do navio após o início da Primeira Guerra Mundial, tomando-o para seu uso e o renomeando para Erin. A tomada de seus dois couraçados causou grande mal-estar no Império Otomano e contribuiu para a entrada do país na guerra contra o Reino Unido.
O Erin foi colocado em serviço na Grande Frota logo após o início da guerra, mas passou seus primeiros anos de serviço realizando exercícios de rotina, patrulhas pelo Mar do Norte e surtidas frustradas para encontrar a Frota de Alto-Mar alemã. O couraçado participou em 1916 da Batalha da Jutlândia, porém teve pouquíssimas oportunidades de enfrentar o inimigo devido a visibilidade ruim e pela distância em relação aos navios alemães. Depois disso nunca mais entrou em combate e passou o resto da guerra mais uma vez nas rotinas de patrulhas, exercícios e surtidas. Ele foi descomissionado em 1922 segundo os termos do Tratado Naval de Washington e desmontado no ano seguinte.
| Navio    | Armas principais | Deslocamento | Propulsão                            | Serviço          | Serviço          | Serviço         | Serviço            |
| Navio    | Armas principais | Deslocamento | Propulsão                            | Batimento        | Lançamento       | Comissionamento | Destino            |
| -------- | ---------------- | ------------ | ------------------------------------ | ---------------- | ---------------- | --------------- | ------------------ |
| HMS Erin | 10 × 343 mm      | 25 660 t     | 4 turbinas a vapor; 21 nós (39 km/h) | dezembro de 1911 | setembro de 1913 | agosto de 1914  | Desmontado em 1923 |

## HMSCanada

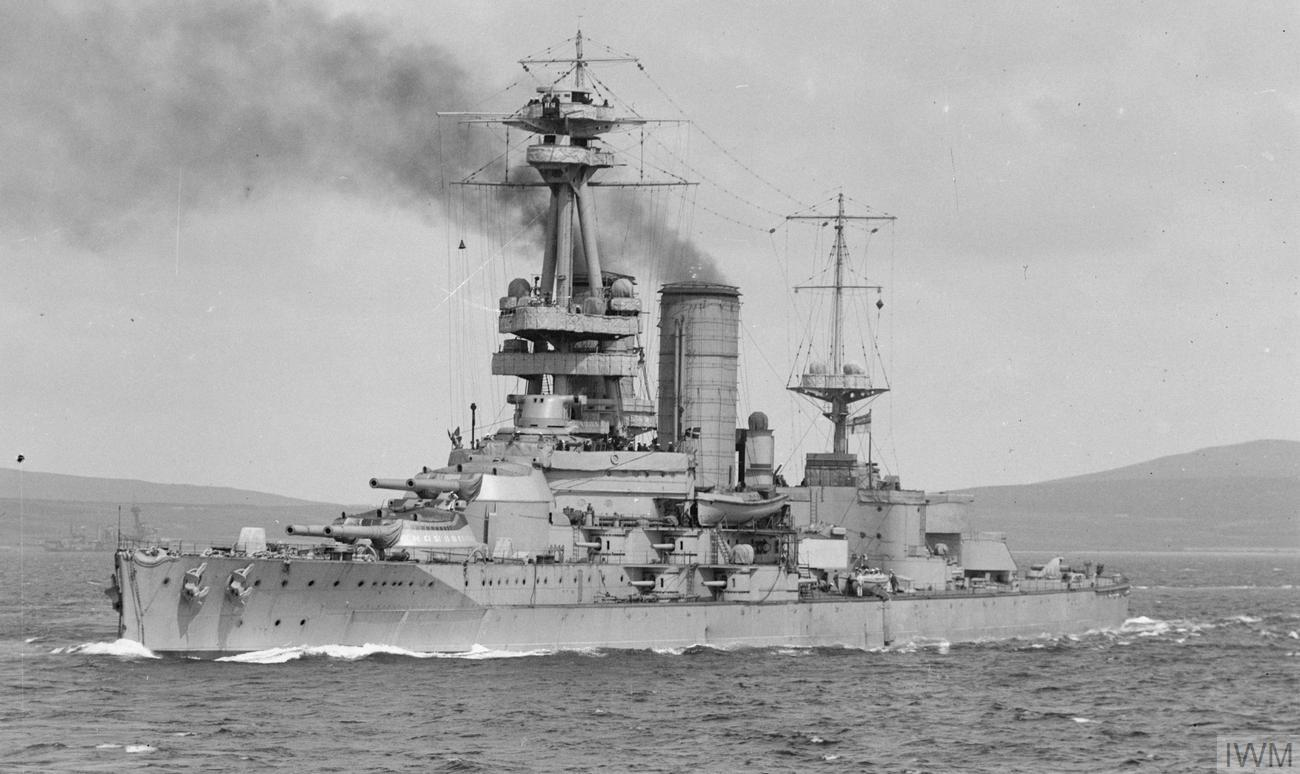
O HMS Canada c. 1914–1918

O HMS Canada foi originalmente encomendado de um estaleiro britânico pela Armada do Chile como o Almirante Latorre, a primeira embarcação da Classe Almirante Latorre. Seu projeto foi baseado na Classe Iron Duke, porém maior e com uma bateria principal mais poderosa de canhões de 356 milímetros. Ele ainda estava em construção quando a Primeira Guerra Mundial começou em 1914, sendo comprado pela Marinha Real em setembro e renomeado para Canada. O couraçado ainda passou por pequenas modificações antes de entrar em serviço, incluindo a remoção de sua ponte de comando em favor de plataformas abertas.
O Canada entrou em serviço na Grande Frota em 1915, mas pouco fez durante seu primeiro ano de serviço, passando a maior parte do tempo em patrulhas e treinamentos. Participou da Batalha da Jutlândia em maio-junho de 1916, disparando contra o Wiesbaden, barcos torpedeiros e contra outros navios desconhecidos. Nunca mais voltou a entrar em combate e passou o restante do conflito em patrulhas pelo Mar do Norte. Foi descomissionado em 1919 e colocado na reserva, sendo comprado de volta pelo Chile no ano seguinte e renomeado de volta para Almirante Latorre. Serviu com a Armada do Chile pelas décadas seguintes até ser tirado de serviço em 1958 e desmontado em 1959.
| Navio      | Armas principais | Deslocamento | Propulsão                            | Serviço          | Serviço          | Serviço         | Serviço                                          |
| Navio      | Armas principais | Deslocamento | Propulsão                            | Batimento        | Lançamento       | Comissionamento | Destino                                          |
| ---------- | ---------------- | ------------ | ------------------------------------ | ---------------- | ---------------- | --------------- | ------------------------------------------------ |
| HMS Canada | 10 × 356 mm      | 32 120 t     | 4 turbinas a vapor; 22 nós (41 km/h) | novembro de 1911 | novembro de 1913 | outubro de 1915 | Vendido para o Chile em 1920; desmontado em 1959 |

## ClasseQueen Elizabeth

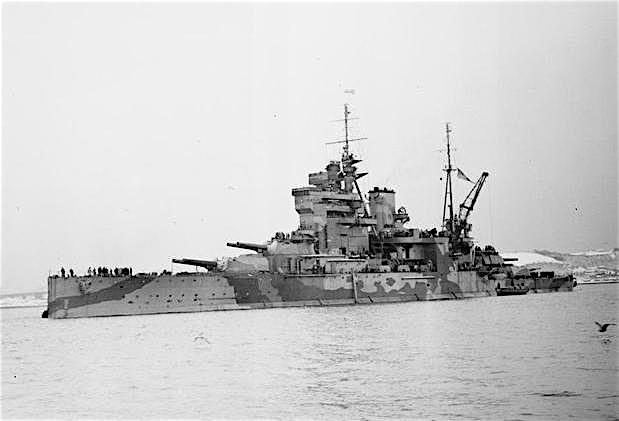
O HMS Queen Elizabeth c. 1940

O projeto da Classe Queen Elizabeth tinha a intenção de ser rápido o bastante para poder impedir que os cruzadores de batalha alemães conseguissem manobrar à frente da linha de batalha britânica. Foram os primeiros couraçados do mundo a serem armados com canhões de 381 milímetros e também os primeiros a terem um sistema de propulsão que queimava apenas óleo combustível em vez de carvão. Graças a isto, as embarcações conseguiram alcançar uma velocidade máxima de 24 nós, acima dos 21 nós de couraçados anteriores, o que fez com que fossem considerados os primeiros "couraçados rápidos" da história. Seis navios foram encomendados, mas o último, Agincourt, foi cancelado em 1914 logo após o início da Primeira Guerra Mundial.
O Queen Elizabeth foi enviado para o Mediterrâneo após entrar em serviço e deu apoio para a Campanha de Galípoli. Os quatro restantes foram colocados na Grande Frota e participaram da Batalha da Jutlândia em 1916, quando enfrentaram vários cruzadores de batalha alemães, com o Warspite sendo especialmente danificado depois de sofrer problemas com seu leme. Os cinco não entraram mais em combate pelo restante do conflito e ocuparam-se de patrulhas e treinamentos. Foram mantidos na frota no período entreguerras, com o Queen Elizabeth, Warspite e Valiant recebendo amplas modernizações na década de 1930. Eles atuaram principalmente no Mar Mediterrâneo na Segunda Guerra Mundial, escoltando diversos comboios e enfrentando os italianos nas batalhas de Calábria e Cabo Matapão. O Barham foi afundado em novembro de 1941 depois de ser torpedeado por um submarino alemão, já o Malaya foi tirado de serviço em 1943. O Queen Elizabeth e o Valiant foram então designados para o Oceano Índico em ações contra os japoneses, já o Warspite deu suporte para os Desembarques da Normandia. Os couraçados sobreviventes foram desmontados depois do fim da guerra.
| Navio               | Armas principais | Deslocamento | Propulsão                            | Serviço           | Serviço          | Serviço           | Serviço            |
| Navio               | Armas principais | Deslocamento | Propulsão                            | Batimento         | Lançamento       | Comissionamento   | Destino            |
| ------------------- | ---------------- | ------------ | ------------------------------------ | ----------------- | ---------------- | ----------------- | ------------------ |
| HMS Queen Elizabeth | 8 × 381 mm       | 33 790 t     | 2 turbinas a vapor; 24 nós (44 km/h) | outubro de 1912   | outubro de 1913  | dezembro de 1914  | Desmontado em 1948 |
| HMS Warspite        | 8 × 381 mm       | 33 790 t     | 2 turbinas a vapor; 24 nós (44 km/h) | outubro de 1912   | novembro de 1913 | março de 1915     | Desmontado em 1950 |
| HMS Valiant         | 8 × 381 mm       | 33 790 t     | 2 turbinas a vapor; 24 nós (44 km/h) | janeiro de 1913   | novembro de 1914 | janeiro de 1916   | Desmontado em 1948 |
| HMS Barham          | 8 × 381 mm       | 33 790 t     | 2 turbinas a vapor; 24 nós (44 km/h) | fevereiro de 1913 | outubro de 1914  | outubro de 1915   | Afundado em 1941   |
| HMS Malaya          | 8 × 381 mm       | 33 790 t     | 2 turbinas a vapor; 24 nós (44 km/h) | outubro de 1913   | março de 1915    | fevereiro de 1916 | Desmontado em 1948 |
| HMS Agincourt       | 8 × 381 mm       | 33 790 t     | 2 turbinas a vapor; 24 nós (44 km/h) | —                 | —                | —                 | Cancelado em 1914  |

## ClasseRevenge

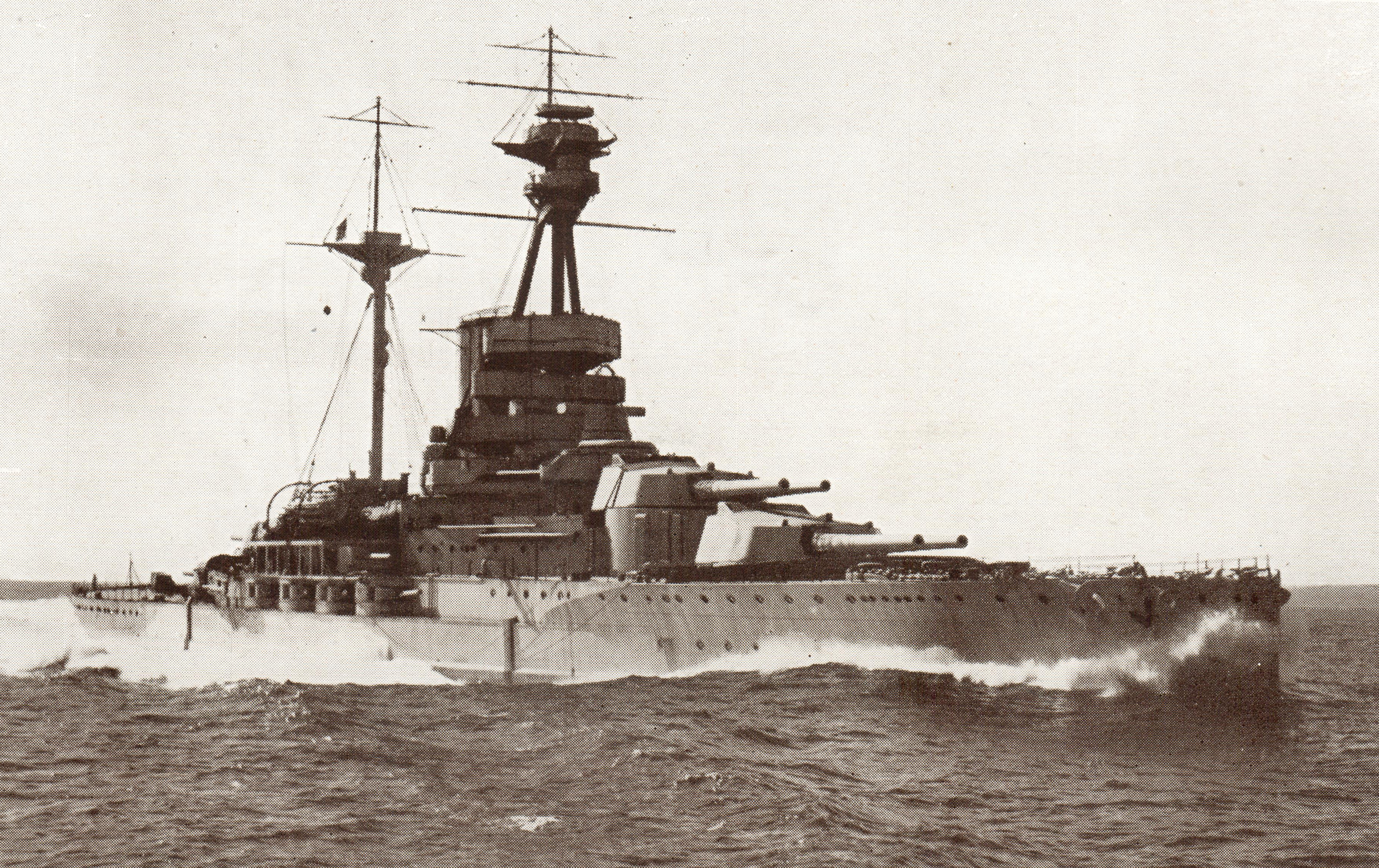
O HMS Revenge c. 1916

O projeto da Classe Revenge era essencialmente uma repetição da predecessora Classe Queen Elizabeth, porém ligeiramente menor, mais lenta e com maior proteção de blindagem. Um total de oito embarcações foram encomendadas pela Marinha Real, porém as três últimas foram canceladas em agosto de 1914 depois do início da Primeira Guerra Mundial. Todavia, o Renown e o Repulse acabaram redesignados alguns meses depois como cruzadores de batalha e foram construídos como a Classe Renown.
Os navios entraram em serviço no meio da guerra. O Revenge e o Royal Oak participaram da Batalha da Jutlândia, enfrentando os cruzadores de batalha Derfflinger, Seydlitz e SMS Von der Tann. Pelo restante da guerras os navios ocuparam-se apenas de patrulhas e treinamentos de rotina. Foram mantidos na frota ativa no pós-guerra, alternando serviço no Atlântico e Mediterrâneo, envolvendo-se em operações na Guerra Greco-Turca na Guerra Civil Russa. Na Segunda Guerra Mundial, os couraçados atuaram principalmente da escolta de comboios, mas também participaram da Campanha da Noruega, do Ataque a Mers-el-Kébir e das batalhas de Dacar, Cabo Spartivento, Madagascar e Normandia. O Royal Oak foi afundado em outubro de 1939 depois de ser torpedeado por um submarino alemão. O Royal Sovereign foi emprestado para a Frota Naval Militar da União Soviética em 1944 e renomeado Arkhangelsk, escoltando comboios no Ártico. O Revenge e o Resolution foram tirados de serviço em 1944. Todos os navios sobreviventes foram desmontados após a guerra em 1948 e 1949, incluindo o Royal Sovereign após ser devolvido pelos soviéticos.
| Navio               | Armas principais | Deslocamento | Propulsão                            | Serviço          | Serviço          | Serviço           | Serviço                                               |
| Navio               | Armas principais | Deslocamento | Propulsão                            | Batimento        | Lançamento       | Comissionamento   | Destino                                               |
| ------------------- | ---------------- | ------------ | ------------------------------------ | ---------------- | ---------------- | ----------------- | ----------------------------------------------------- |
| HMS Revenge         | 8 × 381 mm       | 33 350 t     | 2 turbinas a vapor; 21 nós (41 km/h) | dezembro de 1913 | maio de 1915     | fevereiro de 1916 | Desmontado em 1948                                    |
| HMS Royal Sovereign | 8 × 381 mm       | 33 350 t     | 2 turbinas a vapor; 21 nós (41 km/h) | janeiro de 1914  | abril de 1915    | maio de 1916      | Desmontado em 1949                                    |
| HMS Royal Oak       | 8 × 381 mm       | 33 350 t     | 2 turbinas a vapor; 21 nós (41 km/h) | janeiro de 1914  | novembro de 1914 | maio de 1916      | Afundado em 1939                                      |
| HMS Resolution      | 8 × 381 mm       | 33 350 t     | 2 turbinas a vapor; 21 nós (41 km/h) | novembro de 1913 | janeiro de 1915  | dezembro de 1916  | Desmontados em 1949                                   |
| HMS Ramillies       | 8 × 381 mm       | 33 350 t     | 2 turbinas a vapor; 21 nós (41 km/h) | novembro de 1913 | setembro de 1916 | setembro de 1917  | Desmontados em 1949                                   |
| HMS Resistance      | 8 × 381 mm       | 33 350 t     | 2 turbinas a vapor; 21 nós (41 km/h) | —                | —                | —                 | Cancelado em 1914                                     |
| HMS Renown          | 8 × 381 mm       | 33 350 t     | 2 turbinas a vapor; 21 nós (41 km/h) | —                | —                | —                 | Convertidos em cruzadores de batalha da Classe Renown |
| HMS Repulse         | 8 × 381 mm       | 33 350 t     | 2 turbinas a vapor; 21 nós (41 km/h) | —                | —                | —                 | Convertidos em cruzadores de batalha da Classe Renown |

## Classe N3
Os Estados Unidos e o Japão anunciaram grandes programas de construção naval para o pós-guerra, ameaçando a superioridade numérica da Marinha Real. Consequentemente, couraçados novos e mais poderosos foram planejados partir de 1920. O projeto seria único no arranjo de sua bateria, concentrando a maior parte do poderio de fogo na dianteira do navio e deixando a popa para os espaços de maquinários. Também teria sido equipado com uma ponte de comando em torre, o que proporcionaria melhores acomodações e estabilidade para equipamentos de controle de disparo. Quatro couraçados foram planejados, porém acabaram cancelados depois do Reino Unido assinar o Tratado Naval de Washington de 1922, que limitava a construção de navios capitais maiores que 36 mil toneladas e armas de 406 milímetros, o que a Classe N3 excedia.
| Navio | Armas principais | Deslocamento | Propulsão                            | Serviço   | Serviço    | Serviço         | Serviço            |
| Navio | Armas principais | Deslocamento | Propulsão                            | Batimento | Lançamento | Comissionamento | Destino            |
| ----- | ---------------- | ------------ | ------------------------------------ | --------- | ---------- | --------------- | ------------------ |
| N3    | 9 × 457 mm       | 49 300 t     | 2 turbinas a vapor; 23 nós (43 km/h) | —         | —          | —               | Cancelados em 1922 |

## ClasseNelson

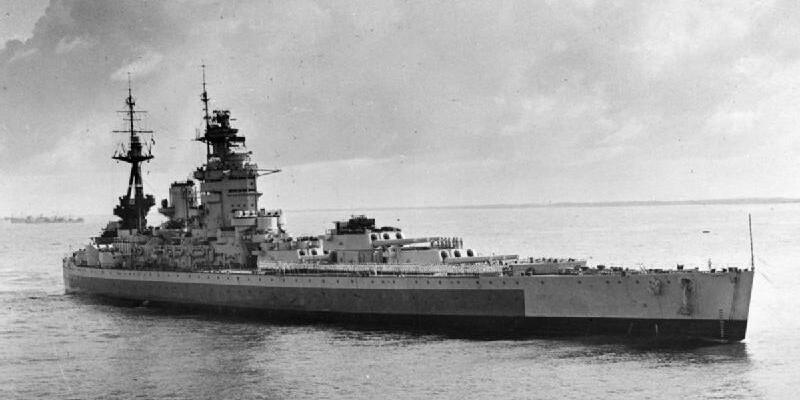
O HMS Nelson em 1945

O Tratado Naval de Washington também impôs uma moratória de dez anos na construção de novos navios capitais, porém a Marinha Real conseguiu permissão para construir dois navios dentro dos limites do tratado, consequência de um acordo com o Japão. O projeto da Classe Nelson foi inspirado na Classe N3, mas com concessões para que os termos do tratado fossem cumpridos. A velocidade máxima precisou ser limitada a 23 nós, enquanto a bateria principal foi arranjada em um esquema único em que todas as armas ficavam à frente da superestrutura em uma medida para reduzir a cidadela blindada e consequentemente seu peso.
Os navios tiveram carreiras tranquilas nos tempos de paz, ocupando-se principalmente de exercícios de rotina. Após o início da Segunda Guerra Mundial, ambos foram colocados principalmente na escolta de comboios no Atlântico e no Mediterrâneo. O Rodney participou em maio de 1941 no afundamento do couraçado alemão Bismarck. No ano seguinte as duas embarcações deram apoio para a invasão do Norte da África Francês e da Sicília. Em 1943 participaram de diferentes operações da Itália, enquanto em 1944 proporcionaram suporte de artilharia nos Desembarques da Normandia. O Nelson brevemente atuou no Oceano Índico em 1945. Ambos foram descomissionados pouco depois do fim da guerra e desmontados em seguida.
| Navio      | Armas principais | Deslocamento | Propulsão                            | Serviço          | Serviço          | Serviço          | Serviço            |
| Navio      | Armas principais | Deslocamento | Propulsão                            | Batimento        | Lançamento       | Comissionamento  | Destino            |
| ---------- | ---------------- | ------------ | ------------------------------------ | ---------------- | ---------------- | ---------------- | ------------------ |
| HMS Nelson | 9 × 406 mm       | 38 390 t     | 2 turbinas a vapor; 23 nós (43 km/h) | dezembro de 1922 | setembro de 1925 | agosto de 1927   | Desmontado em 1949 |
| HMS Rodney | 9 × 406 mm       | 38 390 t     | 2 turbinas a vapor; 23 nós (43 km/h) | dezembro de 1922 | dezembro de 1925 | dezembro de 1927 | Desmontado em 1948 |

## ClasseKing George V(1939)

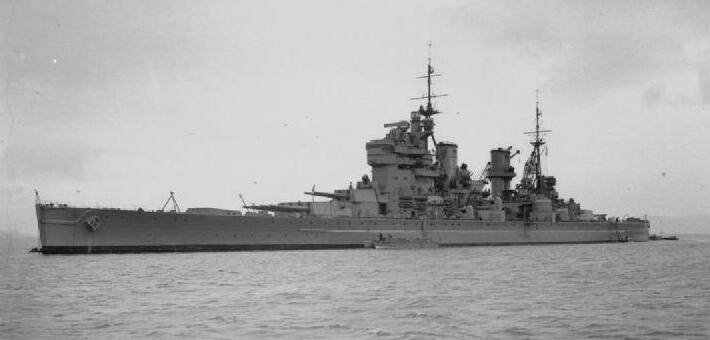
O HMS King George V c. 1941

O Tratado Naval de Londres de 1930 ampliou a moratória de construção até 1937, com os trabalhos de projeto na Classe King George V começando em 1935 para couraçados dentro dos limites dos tratados. Grande ênfase no projeto foi dada para blindagem e proteção subaquática, mais do que em couraçados britânicos anteriores. O Reino Unido ao mesmo tempo estava negociando a continuação dos tratados com outros países e defendia a redução das armas principais para 356 milímetros, com estas sendo adotadas para os novos navios. O Segundo Tratado Naval de Londres de 1936 formalizou essa bateria principal como o novo limite.
Os navios entraram em serviço nos primeiros anos da Segunda Guerra Mundial e suas principais atividades foram escoltar comboios no Atlântico e no Ártico. O Prince of Wales participou em maio de 1941 da Batalha do Estreito da Dinamarca contra o Bismarck, sendo danificado e sofrendo de várias falhas mecânicas, mas conseguiu infligir danos significativos no inimigo. Alguns dias depois, o King George V participou da ação que afundou o Bismarck. O Prince of Wales acabou afundado em dezembro por ataques aéreos japoneses durante a Campanha da Malásia. O Duke of York enfrentou e afundou o couraçado alemão Scharnhorst em dezembro de 1943 na Batalha do Cabo do Norte. No final da guerra os couraçados atuaram no Oceano Índico, onde permaneceram até o fim do conflito. Os quatro foram descomissionados pouco depois e desmontados na década de 1950.
| Navio               | Armas principais | Deslocamento | Propulsão                            | Serviço         | Serviço           | Serviço          | Serviço             |
| Navio               | Armas principais | Deslocamento | Propulsão                            | Batimento       | Lançamento        | Comissionamento  | Destino             |
| ------------------- | ---------------- | ------------ | ------------------------------------ | --------------- | ----------------- | ---------------- | ------------------- |
| HMS King George V   | 10 × 356 mm      | 44 460 t     | 4 turbinas a vapor; 28 nós (52 km/h) | janeiro de 1937 | fevereiro de 1939 | outubro de 1940  | Desmontado em 1957  |
| HMS Prince of Wales | 10 × 356 mm      | 44 500 t     | 4 turbinas a vapor; 28 nós (52 km/h) | janeiro de 1937 | maio de 1939      | janeiro de 1941  | Afundado em 1941    |
| HMS Duke of York    | 10 × 356 mm      | 42 750 t     | 4 turbinas a vapor; 28 nós (52 km/h) | maio de 1937    | fevereiro de 1940 | novembro de 1941 | Desmontados em 1957 |
| HMS Anson           | 10 × 356 mm      | 46 090 t     | 4 turbinas a vapor; 28 nós (52 km/h) | julho de 1937   | fevereiro de 1940 | abril de 1942    | Desmontados em 1957 |
| HMS Howe            | 10 × 356 mm      | 45 220 t     | 4 turbinas a vapor; 28 nós (52 km/h) | junho de 1937   | abril de 1940     | agosto de 1942   | Desmontado em 1958  |

## ClasseLion

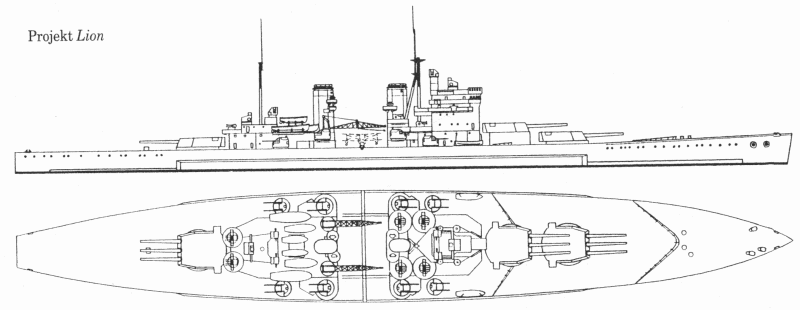
Desenho da Classe Lion

O sistema do Tratado Naval de Washington e seus sucessores ruiu depois de 1937 pela recusa de Japão e Itália de assinarem o Segundo Tratado Naval de Londres. Consequentemente, a construção de embarcações maiores foi permitida de acordo com a chamada "Cláusula do Escalonamento" presente no Segundo Tratado Naval de Londres. O projeto da Classe Lion foi baseado na predecessora Classe King George V com o objetivo de economizar tempo de projeto, porém com alterações incluindo canhões principais maiores, maquinários mais potentes e blindagem mais pesada. Seis couraçados foram planejados, mas apenas quatro chegaram a ser nomeados e apenas dois tiveram suas obras iniciadas em 1939. O início da Segunda Guerra Mundial no mesmo ano interrompeu as obras e os navios foram cancelados em 1942, com alguns materiais sendo desviados para a construção do Vanguard.
| Navio         | Armas principais | Deslocamento | Propulsão                            | Serviço       | Serviço    | Serviço         | Serviço            |
| Navio         | Armas principais | Deslocamento | Propulsão                            | Batimento     | Lançamento | Comissionamento | Destino            |
| ------------- | ---------------- | ------------ | ------------------------------------ | ------------- | ---------- | --------------- | ------------------ |
| HMS Lion      | 9 × 406 mm       | 47 100 t     | 4 turbinas a vapor; 30 nós (56 km/h) | julho de 1939 | —          | —               | Cancelados em 1942 |
| HMS Temeraire | 9 × 406 mm       | 47 100 t     | 4 turbinas a vapor; 30 nós (56 km/h) | junho de 1939 | —          | —               | Cancelados em 1942 |
| HMS Conqueror | 9 × 406 mm       | 47 100 t     | 4 turbinas a vapor; 30 nós (56 km/h) | —             | —          | —               | Cancelados em 1942 |
| HMS Thunderer | 9 × 406 mm       | 47 100 t     | 4 turbinas a vapor; 30 nós (56 km/h) | —             | —          | —               | Cancelados em 1942 |
| + 2 navios    | 9 × 406 mm       | 47 100 t     | 4 turbinas a vapor; 30 nós (56 km/h) | —             | —          | —               | Cancelados em 1942 |

## HMSVanguard

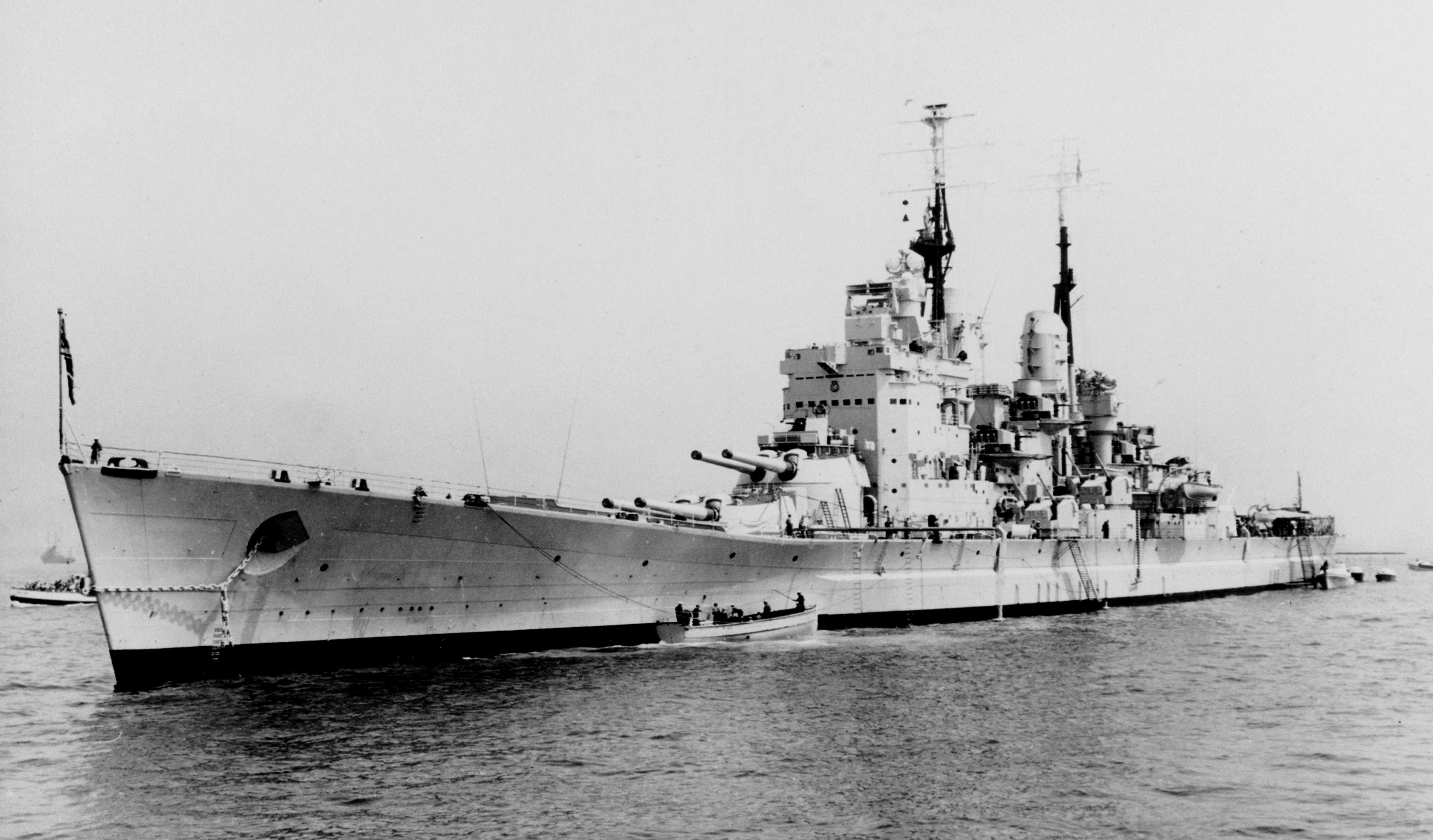
O HMS Vanguard em 1950

A Marinha Real considerou que a Classe Lion não ficaria pronta em tempo para se igualar numericamente a couraçados estrangeiros em construção na época, principalmente pela demora no desenvolvimento das torres de artilharia de 406 milímetros. Torres de 381 milímetros originalmente pertencentes aos cruzadores de batalha da Classe Courageous estavam disponíveis, assim foi decidido encomendar um couraçado com essas armas e que poderia ser construído mais rapidamente. O projeto da Classe Lion foi modificado e tornou-se o HMS Vanguard. Entretanto, alterações no projeto baseadas em experiências na Segunda Guerra Mundial e o andamento da própria guerra adiaram reptidas vezes suas obras e o couraçado só foi finalizado após o fim do conflito.
O Vanguard transportou o rei Jorge VI e a Família Real em uma viagem até a África do Sul em 1947. Depois disso o navio serviu tanto em casa quanto no Mediterrâneo, realizando visitas diplomáticas a portos estrangeiros. Pelos primeiros anos da década de 1950 participou de diferentes exercícios de treinamento com outras unidades da Marinha Real e de marinhas estrangeiras, incluindo operações da OTAN. A embarcação foi colocada na reserva em 1955, onde permaneceu até ser descomissionado em 1959. O Vanguard foi desmontado em 1962.
| Navio        | Armas principais | Deslocamento | Propulsão                            | Serviço         | Serviço          | Serviço         | Serviço            |
| Navio        | Armas principais | Deslocamento | Propulsão                            | Batimento       | Lançamento       | Comissionamento | Destino            |
| ------------ | ---------------- | ------------ | ------------------------------------ | --------------- | ---------------- | --------------- | ------------------ |
| HMS Vanguard | 8 × 381 mm       | 52 250 t     | 4 turbinas a vapor; 30 nós (56 km/h) | outubro de 1941 | novembro de 1944 | maio de 1946    | Desmontado em 1962 |